# Bombril
A Bombril é uma empresa brasileira fabricante de produtos de higiene e limpeza doméstica. Fundada em 14 de janeiro de 1948 na cidade de São Paulo por Roberto Sampaio Ferreira, com a criação de uma lã de aço com a ideia de ajudar na limpeza de panelas de alumínio, a marca virou um sinônimo do produto no país. Com sucesso da lã de aço, a empresa passou diversificar seu portfólio no mercado, passando a vender outras soluções de limpeza.

## História
A Abrasivos Bombril foi fundada em 14 de janeiro de 1948, em São Paulo, por Roberto Sampaio Ferreira. A ideia surgiu diante da dificuldade das donas de casa de limpar panelas de alumínio, que não eram fáceis de limpar com as tradicionais esponjas. Sampaio acreditava que as esponjas de lã de aço de sua empresa poderiam atender essa necessidade. A ideia também foi inspirada em um novo produto lançado nos Estados Unidos. As várias utilidades de limpeza do produto inspiraram a criação do slogan "1001 utilidades".
No primeiro ano de seu lançamento, 48 mil unidades foram vendidas. Em 1961, foi incorporada a Companhia de Produtos Químicos-Fábrica Belém, dona das marcas Sapólio e Radium, que virou a linha Sapólio Radium. A Q'Lustro, dona de 25% do mercado nacional de lã de aço na época, foi comprada no ano seguinte. Em 1964, a Bombril lançou uma embalagem plástica que vinha com seis unidades de lã de aço, a qual viria a tornar-se popular.
Em 1978, surge o "Garoto Bombril", interpretado pelo ator Carlos Moreno. Passou a ser vendido, também, o detergente Limpol. Em seguida, foram lançados produtos como os desinfetantes Pinho e Kalipto. No dia 1 de junho, o nome da empresa foi mudado para Bombril Indústria e Comércio. Em 1983, é lançado o amaciante Mon Bijou e inaugurada fábrica na Bahia.
No ano de 1984, o capital foi aberto, passando a ser Bombril S/A. Em Recife, é inaugurada também a Bombril Nordeste. Em 1987, começa a operar a Bombril Minas, em Sete Lagoas. Em 1990, o grupo italiano Ferruzzi comprou dois terços das ações da Bombril, que foram vendidas no ano seguinte para a Cragnotti & Partners. Em 1993, a marca de sabão em pó Quanto é lançada, e ocorre a compra da empresa Orniex.
A Henkel passou a assumir 25% das ações da Bombril em 1995, mas a participação volta para as mãos do grupo de Cragnotti no ano seguinte. Ainda em 1995, a Bombril vende duas fábricas de sabão em pó para a norte-americana Procter & Gamble. No ano seguinte, foi lançado o Mon Bijou de dois litros.
Em 1997, comprou a fabricante de conservas de tomate italiana Cirio, e passou a patrocinar o time do São Paulo. No ano seguinte, compra a Indústria Alimentícia Carlos de Brito, que fabricava conservas de peixe. A Cirio foi revendida ao grupo de Cragnotti. Em 1998, lançou os limpadores Bombril Multi Uso e Multi Limpeza.
Em 2002, o ex-dono da Bombril, Ronaldo Sampaio Ferreira, processa Cragnotti, alegando que só recebeu 5 milhões de dólares de uma dívida total de 120 milhões. A Cirio decreta calote na Itália e sofre intervenção do governo. No ano seguinte, Bombril sofreria pedidos de falências por fornecedores, fazendo mudanças de comando sob intervenção da Justiça. Após normalizar as operações, enfrentou uma ofensiva da concorrente Assolan.
Ainda em 2002, foram lançados o inseticida Atak e a esponja sintética para banheiro, e novas versões da esponja de aço foram lançadas no ano seguinte. Em 7 de julho de 2006, após período em que esteve sob administração judicial, Ronaldo Sampaio Ferreira, filho do fundador da empresa, assumiu o controle da Bombril. Em 2007, foram lançadas as marcas Fort, de repelentes e inseticidas; Limpex, de panos para limpeza pesada; e Prá-lixo, de sacos para lixo. Além disso, dois anos depois, o tira-manchas Vantage e o Polibril Metais Cromados foram lançados.
Em 2008, a empresa comprou a fabricante de produtos de limpeza Milana. A Bombril lançou o Q'Brilho em 2010. Em maio, uma campanha para o Bombril Eco foi lançada, com comerciais que foram veiculados em vários canais de televisão aberta e fechada. No ano seguinte, foi lançado o Pinho Bril Accept, para limpeza de banheiros. Em março de 2011, foi lançada a campanha institucional "Mulheres Evoluídas", onde 40 milhões de reais foram investidos. Assim, pela primeira vez em 33 anos, os anúncios não foram protagonizados por Carlos Moreno, mas por Dani Calabresa, Marisa Orth, Monica Iozzi e Ivete Sangalo.
Em maio de 2011, a Bombril comprou 75% da marca Ecologie, por 15 milhões de reais, criando mais tarde a Bril Cosméticos para competir no setor. Em 2012, foi lançado um limpador de telas de LCD, LED e outras superfícies delicadas.
Em agosto de 2015, um comercial com a cantora Ivete Sangalo e as humoristas Dani Calabresa e Mônica Iozzi sofreu acusações tanto de machismo como de misandria. O comercial dizia que "toda brasileira é uma diva. A gente arrasa. Arrasa no trabalho, faz sucesso o dia todo e ainda deixa a casa brilhando [...] Toda mulher é uma diva, e todo homem é 'diva-gar' [isto é: devagar]". Alguns homens reclamaram de "discriminação de gênero" e consideraram a campanha uma "ofensa à figura masculina", enquanto algumas mulheres classificaram o comercial de "machista" por reforçar a imagem que é a mulher que cuida da casa. O Conselho Nacional de Autorregulamentação Publicitária (Conar) abriu um processo para julgar o caso.
Em agosto de 2016, o Conar determinou a retirada do termo "100% ecológico" da embalagem do Bombril, o que era pedido desde 2013. O órgão entendeu que os documentos apresentados pela Bombril confirmavam que o produto era 100% biodegradável, mas não 100% ecológico.
A Bombril teria supostamente relançado a esponja de aço inoxidável "Krespinha", dita "ideal para limpeza pesada". A partir de 17 de junho de 2020, a empresa passou a ser acusada de racismo, sob a alegação de que o produto reforçaria a associação entre os cabelos crespos e esponjas de aço, utilizada em ofensas racistas contra pessoas negras. O assunto chegou aos "Trending Topics" do Twitter com a hashtag #BombrilRacista. O produto foi retirado do mercado no dia seguinte, e a empresa pediu "sinceras desculpas" e notou que o produto já existira "há 70 anos", não havendo portanto qualquer relançamento. O Conar deteminou em agosto a suspensão dos anúncios publicitários do produto, bem como a mudança da embalagem, após quase 1900 denúncias de racismo contra a empresa.
Em janeiro de 2021, a Bombril lançou um pano umedecido com álcool a 70% de pureza, o qual ela integrou à marca Limpol, de produtos de limpeza.
No dia 10 de fevereiro de 2025, a Bombril comunicou ao mercado, através de fato relevante, que reavaliou as chances de perda em processos judiciais que discutem autuações da Receita Federal, cujo valor agregado é de aproximadamente R$ 2,8 bilhões, por suposta falta de recolhimento de tributos em operações de aquisição de títulos de dívida estrangeiros. Tais operações foram realizadas entre 1998 e 2001 pela Bombril e pelo grupo Cragnotti & Partners, seu então controlador. Em decorrência da reavaliação, entrou com pedido de recuperação judicial na 1ª Vara Regional Empresarial e de Conflitos Relacionados à Arbitragem da 1ª Região Administrativa Judiciária de São Paulo.

## Mercado e ações
Em 2004, a Bombril teve um prejuízo de 483,73 milhões de reais. Entre julho de 2003 e junho de 2006, a companhia esteve em administração judicial, período em que houve uma aguda crise financeira. Os prejuízos ultrapassaram 2 bilhões de reais, e a dívida da companhia somava cerca de 500 milhões de reais. Quando o contrato de assessoria financeira expirou, a administração judicial decidiu renová-lo, gerando prejuízos de 20 milhões. Após Ronaldo Sampaio Ferreira assumir o controle, em 7 de julho de 2006, o lucro no primeiro trimestre passou de 1 milhão para 19 milhões de reais.
Em 3 de agosto de 2016, as ações preferenciais da Bombril subiram até 90%. As ações da Bombril já haviam acumulado ganhos de pouco mais de 170% desde o início da semana.
Em 2016, a empresa teve de cortar todos os gastos com propaganda, inclusive cancelando o contrato de Carlos Moreno como o Garoto Bombril. Isso foi necessário devido aos vários prejuízos que ocorriam desde 2015, quando fornecedores se negaram a enviar matéria-prima às fábricas. Metade dos 550 tipos de produto foram limados, 5 marcas deixaram de existir, e 450 funcionários — 16% da força de trabalho — foram demitidos. As mudanças, feitas com a ajuda da RK Partners, fizeram com que a Bombril saísse de um prejuízo de 400 milhões de reais em 2015 para lucro de 60 milhões em 2016, o primeiro resultado positivo em seis anos.
A Bombril registrou um prejuízo líquido de 6,2 milhões de reais no segundo trimestre de 2018, uma grande queda em relação ao lucro de 22,1 milhões do segundo trimestre do ano anterior. A fabricante terminou o primeiro trimestre de 2019 com prejuízo de R$ 5,5 milhões, e mencionou a "economia lenta" como causa; um ano antes, tivera um prejuízo maior, de R$ 15,8 milhões.
Entre abril e junho de 2019, a Bombril registrou um prejuízo de R$ 18,7 milhões. Foi reportado um prejuízo líquido de 5,4 milhões no quarto trimestre de 2019. A Bombril lucrou 26,6 milhões no primeiro trimestre de 2020. O trimestre seguinte foi encerrado com lucro líquido de 3,9 milhões. No terceiro semestre, registrou lucro líquido de 13,3 milhões de reais.

### Participações acionárias
A Caixa de Previdência dos Funcionários do Banco do Brasil (Previ) reduziu sua participação acionária de 7,79% para 2,10% em 30 de setembro de 2019. A Sociedade Corretora Paulista (Socopa) vendeu toda a sua participação na Bombril, de 15,54%, em abril de 2020.

## Produtos
A Bombril conta com uma extensa linha de produtos.
Em fabricação
- Bom Bril (lã de aço, esponja)
- Mon Bijou (amaciante de roupas)
- Limpol (detergente, sabão em barra)
- Pratice (limpador de superfícies)
- Pinho Bril (desinfetante)
- Kalipto (desinfetante)
- Sapólio Radium (saponáceo)
- Mágica (palha de aço)
- Brillo (palha de aço)
- Prá-Lixo (sacos de lixo)
- Limpex Rodo (pano para rodo)
- Limpex Multiúso (pano)
- QBrilho (lustrador)
- Vantage (tira-manchas)
- Força Azul (desentupidor)
- Esponjex (esponja)
- Dash (sabonete liquido)
- Fort (inseticida)
- No Ar (aerossol)
- RemoBril (solvente)
- Ecobril (limpador concentrado)

Extintos
- Quanto (sabão em pó)
- Tanto (sabão em pó, sabão líquido para roupas)
- Krespinha

## Legado
Bombril é um sinônimo de lã de aço no Brasil. Durante o período em que Carlos Moreno foi o Garoto Bombril, fez aproximadamente 400 comerciais diferentes, e entrou para o Guinness World Records por maior tempo de permanência no ar.